# Крапец (област Добрич)
Вижте пояснителната страница за други значения на Крапец.
Крапец е село в Североизточна България, част от община Шабла в област Добрич. Намира се на 580 км от София, на 15 км от ГКПП Дуранкулак, на 90 км от Варна, на 85 км от Добрич, на 50 км от Балчик и на 15 км североизточно от гр. Шабла.

## География
Село Крапец е на самия морски бряг, на 5,3 км южно по права линия от Дуранкулашкото езеро. Тъй като още от древността тук се е случвало да потъват кораби заради опасните скали на рифа, простиращ се от Калиакра до Карталбурун, на носа е имало поставен малък маяк, наречен Крапецки знак (43°38' с.ш., 28°35' и.д.) – проблясваща бяла светлина с видимост 10 морски мили; ажурна метална конструкция с щитове, боядисани с бели и черни светлинни хоризонтални ивици; височина над водата: 31 м.

## История
В непосредствена близост до селото е уникалното неолитно селище при Дуранкулашкото езеро, обитавано от първото уседнало земеделско население на Европа. Тук са открити първите каменни градежи в Европа, датирани към 5200 г. пр.н.е. През Древността районът е обитаван от траките. При езерото има и останки от прабългарско средновековно поселение.
Днешното село Крапец е много старо. Селяните са били в мнозинството си българи, сред които са живели и малцина гагаузи. Първите известни сведения за селището са от 1573 г., където то фигурира под името Гърбидже („гърбица“). В документ от 1676 г. то се споменава като Гарбиче-кариеси. За селото съобщава и Венцел фон Бронард в едно описание на българския черноморски бряг от август 1786 г. Според него село Карибчикьой (дн. Крапец) се намира между Шабла-фенер (пясъчния фар) и Иланлюкьой (с. Иланлък, днес в Румъния). От 1832 г. с. Крапец е известно под името Карапез. В средата на XIX век селото носи името Карапча; в него живеят 24 домакинства българи. Много от населяващите селото българи идват от ямболското село Карапча (дн. Маломир), като с това се обяснява и новото му име. На 21 август 1916 г. румънците нахлуват в селото, което тогава е с повече от сто къщи, отвличат и изпращат в концлагери в Молдова всички мъже, дори и момчетата от 12 години нагоре. След 1917 г. част от руските емигранти в България намират свой дом на това място. Затова, както и във връзка с по-стари руски заселници, които не са малобройни в Добруджа, северните части се помнят в селото като „казашките къщи“. След 1940 г. тук се заселват преселници от Северна Добруджа. От 1942 г. селото носи днешното си име – Крапец.

## Население
Преброяване на населението през 2011 г.
Численост и дял на етническите групи според преброяването на населението през 2011 г.:
|                     | Численост | Дял (в %) |
| Общо                | 301       | 100,00    |
| Българи             | 287       | 95,34     |
| Турци               | 0         | 0,00      |
| Цигани              | 0         | 0,00      |
| Други               | 0         | 0,00      |
| Не се самоопределят | 0         | 0,00      |
| Неотговорили        | 7         | 2,32      |

## Религии
Населението на Крапец е православно.
Първата възрожденска черква в Крапец е построена през 1868 г. Като всички църковни постройки, строени през турското робство, тя е била малка и вкопана в земята. Вероятно е пострадала през Освободителната война, защото само след двайсет години, през 1888 г., карапчани построяват нов храм.
Сегашната черква е построена през 1888 – 1889 г. със средства на Добри Киров, който дава по-голямата част, а останалите са събрани от селото. Храмът носи името на светите братя Кирил и Методий. До 1966 г. това име носи и училището в селото. Църквата действа до средата на XX в., впоследствие е изоставена и подложена на разграбване, а след 1990 г. е ремонтирана и реставрирана със средства на хора от селото. На 24 май 2010 новата църква „Св. св. Кирил и Методий“ е официално открита и осветена.

## Обществени институции
Селото има кметство и поща. Читалище „Слънце“ на с. Крапец е създадено през 1871 г. под името „Полска майка“. Това е третото по ред на създаване селско читалище в Добруджа. Според устава на читалището, публикуван в бр. 17 от 1871 г. на вестник „Македония“, то „ще има намерение и грижа да може да научи всеки член по малко да чете, да пише и да изчислява“. Библиотеката към читалището разполага с 6500 тома литература.

## Културни и природни забележителности
Крапец има огромен, неурбанизиран, дълъг около 7,5 км плаж с дюни. Той започва от нос Крапец при стария къмпинг „Карвуна“ недалеч от селото, продължава пред лагуната на биосферния и археологически резерват Дуранкулашко езеро и завършва далеч на север при нос Карталбурун след къмпинг „Космос“.
В селото е живял и творил известният български художник Коста Костов.
През 2011 г. в Крапец и околните плажове се снима игралният филм „Три“.
В землището на селото, също както и в околните села, са се съхранили множество тракийски могили.
Основна забележителност е разположеният непосредствено до селото при плажа биосферен и археологически Дуранкулашко езеро. Той е обект с европейско и международно значение, защитен от Рамсарската конвенция. Защитата се осъществява допълнително и по съвместен българо-френски проект, на фондация „Льо Балкан“ и Българската природна консерватория „Добруджа“. Резерватът и околната зона, защитена по програмата „Натура 2000“, зона са част от миграционния път „Via Pontica“.
Лагуната с околното море и крайбрежната зона е известно място за всички любители на лова и риболова.
В селото се намира ботаническа градина „Hortus Australis“.

## Редовни събития
На 24 май всяка година в с. Крапец става голям народен събор. Също през май се провежда пленер по живопис „Арт пътеки“, организиран от Община Шабла и художника Коста Костов. На него са участвали проф. Димитър Чолаков, проф. Ивайло Мирчев, доц. Йордан Парушев, Коста Костов, Матей Матеев, Милко Божков, Пламен Монев, Николай Карамфилов, Чавдар Петров и изкуствоведът Пламена Рачева.

## Други
Селото е курортно място. Развит е туризмът. До началото на 90-те години на XX век къмпинг „Карвуна“ настанява няколкостотин туристи. Засиленият интерес към превъзходната плажна ивица предизвиква строителството на няколко ведомствени хотелски бази с капацитет над 900 легла.
Днес функционират два хотела и няколко ваканционни вили, бунгала и стаи в семейни къщи.